# Rhinopoma muscatellum
Rhinopoma muscatellum is een zoogdier uit de familie van de klapneusvleermuizen (Rhinopomatidae). De wetenschappelijke naam van de soort werd voor het eerst geldig gepubliceerd door Thomas in 1903.